# 高野祐衣
高野 祐衣（たかの ゆい、1993年 (平成5年) 12月6日 - ）は、日本の経営者、タレント、元アイドルで、アイドルグループ・NMB48（2期生）および吉本坂46・REDの元メンバーである。日本酒専門酒屋運営の「株式会社ゆい酒店（ゆいさけてん）」代表取締役兼利酒師・酒ディプロマ。大阪府出身。KYORAKU吉本.ホールディングス、Showtitleを経て2024年からは吉本興業に文化人タレントとして所属。

## 略歴

### 2011年
- 6月5日、TOKYO DOME CITY HALLにて開催された『見逃した君たちへ〜AKB48グループ全公演〜』においてNMB48第2期研究生23名の1人として初披露。
- 8月13日、大阪市・難波のNMB48劇場にて、『NMB48 2期生「PARTYが始まるよ」』公演が開催され、選抜メンバー16名のうちの一人として劇場公演デビューを果たす。

### 2012年
- 1月26日、NMB48研究生29人の中から選ばれたチームM初期メンバー16人に入り、正規メンバー昇格。[2]
- 7月1日、熱血!人情派コメディ しゃかりき駐在さんにレギュラー出演が決まる。

### 2015年
- 7月13日 卒業公演。
- 7月18日 NMB48卒業。

### 2018年
- 8月20日 吉本坂46 第1期生に合格[3]。

### 2020年
- 11月1日 「SAKE DIPLOMA(酒ディプロマ)」取得[4]。

### 2021年
- 10月1日 吉本坂46卒業、Showtitle退所[5]。

### 2022年
- 1月6日 日本酒専門オンライン酒屋「ゆい酒店」開業と、前年11月に「株式会社ゆい酒店」を設立して自ら代表取締役に就任したことを報告[6]。
- 7月16日 ゆい酒店 東京都・西浅草に1号店を出店[7][8]。

### 2025年
- 3月12日 東京・西浅草に和モダンビストロ『yuito.』をオープン[9]。

## 人物
- チャームポイントは、強い目力。
- スポーツ万能で中学、高校とバドミントンに打ち込んでいた。高校1年の時には、大阪府大会の女子ダブルスで優勝。アイドルとは無縁の生活を送っていたが、高校2年のときNMB2期生オーディションを受験し合格した。バドミントン以外のスポーツ歴は、水泳、空手、器械体操。特技は前転。
- 趣味は、少女漫画をひたすら読むこと。好きな漫画は、『僕等がいた』『今日恋をはじめます』『アオハライド』『スイッチガール』『僕の初恋を君に捧ぐ』『砂時計』。
- 自宅で犬を飼っており、名前は「マロン」。

### NMB48
- 愛称は、ゆいぽん[10]。由来は、ゆい×ぽん酢＝ゆいぽん。 『あるあるYYテレビ』内独自の愛称は、湯葉チェケラ!。
- キャッチフレーズは「まばゆ～い光に包まれて、かわゆ～いゆいをおすそわけ♪ （おおきにー） 大阪府出身19歳のゆいぽんこと高野祐衣です」。
- 2期生の中で島田玲奈、村上文香とともに最年長メンバーの1人だった。
- メンバーの中では同い年の島田や村上、ほかには村瀬紗英や谷川愛梨などとプライベートで遊ぶことが多い。特に島田はオーディション時に受験番号が隣合わせだったことから初期から仲良くしている。

## NMB48在籍時・吉本坂46の参加曲

### シングルCD選抜曲
NMB48名義
- 「オーマイガー!」に収録
  - 僕は待ってる
  - なんでやねん、アイドル
- 「純情U-19」に収録
  - 場当たりGO! - アンダーガールズ名義
- 「ナギイチ」に収録
  - 理不尽ボール - アンダーガールズ名義
- 「ヴァージニティー」に収録
  - 存在してないもの - 紅組名義
- 「北川謙二」に収録
  - 星空のキャラバン - 白組名義
- 僕らのユリイカ
- カモネギックス
- 高嶺の林檎
- 「らしくない」に収録
  - 右にしてるリング - Team M名義
- 「Don't look back!」に収録
  - ハート、叫ぶ。 - Team M名義

AKB48名義
- 「ギンガムチェック」に収録
  - あの日の風鈴 - ウェイティングガールズ名義
- 「鈴懸の木の道で「君の微笑みを夢に見る」と言ってしまったら僕たちの関係はどう変わってしまうのか、僕なりに何日か考えた上でのやや気恥ずかしい結論のようなもの」に収録
  - 君と出会って僕は変わった - NMB48名義

吉本坂46名義
- 「泣かせてくれよ」に収録
  - 君の唇を離さない - RED名義
- 「今夜はええやん」に収録
  - やる気のない愛をThank you！ - RED名義

- 「不能ではいられない」に収録
  - 不能ではいられない
  - めっけもん

### アルバムCD選抜曲
NMB48名義
- 「てっぺんとったんで!」に収録
  - てっぺんとったんで!
  - with my soul - Team M名義
- 「世界の中心は大阪や 〜なんば自治区〜」に収録
  - イビサガール
  - 夏の催眠術 - Team M名義

AKB48名義
- 「1830m」に収録
  - 青空よ 寂しくないか? - AKB48+SKE48+NMB48+HKT48名義

## 出演

### テレビ
- あるあるYYテレビ（2012年5月22日・6月19日・10月16日・12月25日、TVQ九州放送）
- 熱血!人情派コメディ しゃかりき駐在さん（2012年7月1日 - 2013年3月31日、ABCテレビ)
- ユタンポ（2013年4月12日 - 2015年3月、山陽放送） - コーナー「ぼっけぇ相談室」レギュラー
- IDOL♡アカデミー K☆U☆T（2016年1月8日 - 、Kawaiian TV）
- 田村淳の地上波ではダメ!絶対!（2016年7月21日 - 、BSスカパー!） - アシスタント 他

### 映画
- 吉本新喜劇 映画「商店街戦争〜SUCHICO〜」（2017年3月4日公開） - 春日ゆい 役
- POST 入ル（2018年4月19日 - 22日、島ぜんぶでおーきな祭 第10回沖縄国際映画祭「地域発信型映画」上映作品）- 葵 役[11]

### WEB番組
- お願い!ランキングチャンネル（2016年4月18日、AbemaTV[12]）
- オールナイトニッポンｗ （2017年5月 - 12月） - 毎週月曜レギュラー
- 矢口真里の火曜The NIGHT（2020年12月2日[13]、ABEMA）

### ラジオ
- おやすみNMB48（2013年4月7日 - 2014年1月12日・2月23日 - 2015年3月29日、FM岡山） - パーソナリティ
- 60TRY部（2018年7月20日 - 2021年3月、アール・エフ・ラジオ日本） - 金曜アシスタント

### 舞台
- 劇団TEAM-ODAC 第21回本公演「小さな結婚式〜いつか、いい風は吹く〜」（2016年4月6日 - 11日、紀伊國屋ホール） - 掛布聖子 役
- Showtitle舞台 第一弾 「ミラクリ」（2016年5月13日 - 15日、THEATER BRATS）
- Showtitle舞台 第二弾「グリムド」（2016年7月26日 - 29日、新宿シアターモリエール）
- THE EMPTY STAGE（2016年8月、BENOA銀座）
- 神保町花月×幻冬舎 ライトノベル舞台企画「昨日の君は、僕だけの君だった」（2016年8月11日 - 14日、神保町花月） - 鶴谷風香 役
- 劇団た組。第11回目公演「百瀬、こっちを向いて。 / 小梅が通る」（2016年11月、ライブステージ ほっぢポッヂ） - 「小梅が通る」主演・柚希 役[14]
- 年末特別公演「世界の何処かにいる自分」（2016年12月28日 - 31日、神保町花月）
- スーパーダンガンロンパ2 THESTAGE～さよなら絶望学園～2017（2017年3月16日 - 26日、東京・Zeppブルーシアター六本木 / 3月30日 - 4月2日、大阪・森ノ宮ピロティホール） - 罪木蜜柑 役
- ミュージカル「悪ノ娘」（2017年6月4日 - 11日、あうるすぽっと） - クラリス 役
- 愛のなきがら（2017年8月4日 - 6日、大阪HEP HALL）
- conte project MIX #1「へんなの。」（2017年9月23日、神保町花月）
- 劇団TEAM－ODAC 第27回本公演「小さな結婚式～いつか、いい風は吹く～（再演）」（2017年12月13日- 17日、全労済ホール／スペース・ゼロ） - 掛布聖子 役
- 100点un・チョイス!「ひまわり」（2018年5月2日 - 6日、ザ・ポケット）